# Topper Martyn
Topper Martyn, eg. Victor Clifton Martyn, född 30 oktober 1923 i Maida Vale i London i England, död 24 maj 2004 i Uppsala, var en brittisk-svensk illusionist, underhållare och jonglör.
Martyn scendebuterade 1938 som jonglör och under de följande åren arbetade han med ett blandat program,  banjospelning, jonglering, komik och trolleri. Han spelade trollkarlens roll i barnmusikalen Alfons och trollkarlen, som bygger på Gunilla Bergströms bok Hokus Pokus Alfons Åberg. Efter att musikalen spelats i Folkparkerna och på Folkan i Stockholm flyttades den till Lorensbergsteatern i Göteborg.
Martyn är gravsatt i minneslunden på Uppsala gamla kyrkogård.

## Filmografi
- 1983 – P&B
- 1984 – Julstrul med Staffan & Bengt (TV-serie)
- 1985 – Röd snö (TV-serie)